# پپیتا اوردونا
پپیتا اوردونا (اسپانیایی: Pepita Orduna‎) تدوین‌گر اهل اسپانیا است. وی بین سال‌های ۱۹۴۸ تا ۱۹۶۰ میلادی فعالیت می‌کرد و کارگردانانی چون لوئیس گارسیا برلانگا و آنتونیو دل آمو همکاری داشت.
از فیلم‌ها یا مجموعه‌های تلویزیونی که وی در آن‌ها نقش داشته‌است، می‌توان به روز به روز و خوش آمدید آقای مارشال! اشاره نمود.